# Pierre Ringenbach
Pierre Ringenbach, né le 24 août 1928 à Beauvais et mort le 16 janvier 2014, à Châtenay-Malabry, est un homme politique français.

## Biographie
Diplômé de l’ESSEC, Pierre Ringenbach mène sa carrière professionnelle au sein d’un grand groupe alimentaire dont il préside plusieurs filiales.
Élu adjoint au maire de Sceaux en 1977 sous la mandature d’Erwin Guldner, il lui succède lors des élections municipales de 1983.
Reconduit deux fois comme maire, il accompagne pendant dix-huit ans le développement de Sceaux et de nombreux chantiers et projets.
En particulier, la reconstruction de la scène nationale des Gémeaux, la rénovation du cinéma le Trianon, l’aménagement des quartiers Charaire, Robinson...
À l’écoute de toutes les sensibilités, il fait vivre une démocratie sereine fondée sur le dévouement et le désintéressement personnel[réf. nécessaire].
Suppléant de Patrick Devedjian de 1988 à 2002, il équilibre la circonscription par ses conseils, ses convictions et sa fibre sociale[réf. nécessaire]. Il est député quelques jours lorsque Patrick Devedjian est nommé ministre.
Son action est marquée par son attachement au domaine du parc de Sceaux et à la culture.
Chargé des parcs et jardins en qualité de vice-président des Hauts-de-Seine, il dirige la scène nationale des Gémeaux ainsi que l’association Musique et Orgue à Saint-Jean-Baptiste jusqu’à son décès, des suites d’une longue maladie, le 16 janvier 2014 à l’âge de 85 ans.

## Détail des fonctions et des mandats
Assemblée nationale
- 8 juin 2002 - 18 juin 2002 : député de la 13e circonscription des Hauts-de-Seine (suppléant de Patrick Devedjian, celui-ci devenu ministre)

Conseil général des Hauts-de-Seine
- 1985-1998 : conseiller général du Canton de Sceaux
- 1985-1998 : vice-président du Conseil général

Commune de Sceaux
- mars 1977 - mars 1983 : maire-adjoint
- avril 1983 - avril 2001 : maire

Association Les Gémeaux - Scène Nationale - Sceaux
- juin 2007 - janvier 2014 : président

## Distinctions
- Chevalier de la Légion d'honneur
- Maire honoraire de Sceaux